# Serjania brachyphylla
Serjania brachyphylla är en kinesträdsväxtart som beskrevs av Ludwig Radlkofer. Serjania brachyphylla ingår i släktet Serjania och familjen kinesträdsväxter. Inga underarter finns listade i Catalogue of Life.